# 萊瓦德內 (盧甘斯克州)
49°18′31″N 38°42′56″E / 49.30861°N 38.71556°E
萊瓦德內（羅馬化：Levadne）是位於烏克蘭東部的村莊，由盧甘斯克州舊比利斯克區的舊比利斯克市鎮負責管轄。該村始建於1778年，面積0.12平方公里，海拔高度148米，2001年人口39，人口密度每平方公里330.5人。